# Christmas in My Heart (альбом Конни Фрэнсис)
Christmas in My Heart — студийный и рождественский альбом американской певицы Конни Фрэнсис, выпущенный в 1959 году на лейбле MGM Records. В альбом вошли как популярные песни, так и традиционные рождественские гимны.
Альбом был записан в августе 1959 года в знаменитой студии «Эбби-Роуд», которая тогда называлась EMI Recording Studios в Лондоне под музыкальным руководством Джеффа Лава.
Альбом был переиздан с новым дизайном обложки в октябре 1962 года. В ноябре 1966 года последовало ещё одно переиздание: на этот раз альбом также был переименован в Connie’s Christmas. Альбом был издан на компакт-диске лейблом Polydor Records в 1988 году, с добавлением песни «Baby’s First Christmas» в качестве бонус-трека.

## Список композиций
| №  | Название                                 | Автор(ы)                         | Длительность |
| -- | ---------------------------------------- | -------------------------------- | ------------ |
| 1. | «White Christmas»                        | Ирвинг Берлин                    | 3:24         |
| 2. | «Winter Wonderland»                      | Феликс Бернард, Ричард Смит      | 2:41         |
| 3. | «The Christmas Song»                     | Мел Торме, Роберт Уэллс          | 3:23         |
| 4. | «I’ll Be Home for Christmas»             | Ким Гэннон, Уолтер Кент, Бак Рэм | 3:35         |
| 5. | «The Twelve Days of Christmas»           | народная                         | 5:18         |
| 6. | «Have Yourself a Merry Little Christmas» | Ральф Блейн, Хью Мартин          | 4:30         |

| №  | Название                                  | Автор(ы)                                   | Длительность |
| -- | ----------------------------------------- | ------------------------------------------ | ------------ |
| 1. | «Adeste Fidelis (O Come All Ye Faithful)» | Джон Фрэнсис Уэйд                          | 3:06         |
| 2. | «The Lord’s Prayer»                       | Альберт Хэй Мейлотт                        | 2:56         |
| 3. | «Silent Night! Holy Night!»               | Франц Грубер, Йозеф Мор                    | 3:52         |
| 4. | «O Little Town of Bethlehem»              | Филлипс Брукс, Льюис Реднер                | 2:57         |
| 5. | «The First Noël»                          | народная                                   | 3:10         |
| 6. | «Ave Maria»                               | народная, Шарль Гуно, Иоганн Себастьян Бах | 2:50         |